# Basilides d'Alexandria
Basilides d'Alexandria (Basileides, Βασιλείδης) fou un gnòstic grec, un dels primers (el primer del qual es té notícia certa) i més destacats. Va viure pels volts de l'any 120 al 140 a Alexandria.
Segons ell, havia rebut el seu coneixement de Glàucies, deixeble de Sant Pere, però aquest Glàucies és un personatge desconegut. Segons Epifani va ser deixeble de Menandre i de Saturní a Antioquia de l'Orontes i era amb Saturní quan aquest va començar la predicació de la seva heretgia; després va anar a Pèrsia on va divulgar el gnosticisme predicat més endavant per Mani. Va tornar a Egipte i va ensenyar les seves doctrines a la seva ciutat natal, Alexandria. Era viu probablement encara el 138 al pujar al tron Antoní Pius. Devia néixer entre els anys 70 i 90. Segons Hipòlit Basílides deia que disposava d'una ensenyança secreta que li havia donat directament l'apòstol Maties. Els membres de la seva secta s'anomenaven Basilidians. Segons Epifani, que va viure un temps a Egipte, els basilidians es trobaven no només a Alexandria, sinó a altres ciutats episcopals del delta del Nil, entre les quals hi havia Atribis i Sais. La ciutat de Sais havia estat un centre religiós important on se celebraven els misteris d'Osiris amb una festa nocturna on s'il·luminaven les cases amb torxes. Segons Climent d'Alexandria, el costum dels basilidians de reunir-se la nit de l'aniversari del baptisme de Jesús il·luminant les seves cases provindria d'aquest ritual.
Orígenes, Ambròs de Milà i Jeroni d'Estridó parlen d'uns comentaris a l'Evangeli en 24 llibres, coneguts també com l'Evangeli de Basilides, dels quals se'n conserven alguns fragments. Sembla que no era un evangeli original, sinó una edició de l'Evangeli de Lluc, el més divulgat entre els cristians al segle ii. Agustí d'Hipona menciona uns Salms o Odes de Basílides, dels quals no n'ha quedat res.

## Cosmogoniade Basilides
El primer que va parlar de la gnosi de Basilides va ser Agripa Càstor, que segons Eusebi va escriure una Refutació de Basilides, on l'acusava d'ensenyar que no és pecat menjar la carn oferta als ídols, i que en temps de persecució es podia renunciar a la fe.
Segons Ireneu, Basílides ensenyava que del Déu suprem havien sorgit 365 cels, un dels quals -el nostre- està governat per un demiürg subaltern: el Jahvè dels jueus. Segons Hipòlit de Roma, Basílides feia derivar tota existència d'una divinitat suprema inconcebible, de la que s'engendraven nombrosos estrats, l'últim dels quals és el nostre món, governat pel déu dels jueus. Climent d'Alexandria reprodueix algunes cites literals d'obres de Basilides.
Basilides percebia una salvació totalment intel·lectual que es donava en el moment de la il·luminació o gnosi. La seva moral era austera i aconsellava d'abstenir-se del matrimoni. També afirmava que en realitat no va ser Jesús de Natzaret el que va morir a la creu, sinó Simó de Cirene. Els basilidians van ser nombrosos, sobretot a Egipte. Jeroni d'Estridó diu que el basilidianisme es va difondre per Hispània, "sobretot per la Lusitània", però sembla una confusió d'aquest autor, que va creure que Elvidi i Priscil·lià havien estat deixebles de Basilides.